# Again (임창정의 음반)
《Again》은 대한민국의 가수 겸 배우 임창정의 3집 앨범으로 타이틀 곡은 <그때 또 다시>이다.
1997년 5월 <그때 또다시>로 활동을 시작해 7월 9일 KBS 가요톱텐에서 첫 1위를 차지한 후 KBS 가요톱텐 5주연속 1위(골든컵), MBC 인기가요베스트50 3주연속 1위, SBS TV가요20 1위를 차지하였고, 그후 <Summer Dream>으로 활동하던 중 교통사고로 잠시 활동을 중단하였다가 <결혼해 줘>로 활동을 재개하였는데 <그때 또다시>는 당초 솔리드가 부를 뻔 했지만 임창정의  목소리를 노래방에서 엿들은  김형석 작곡가가 음색에 반해 노래를 선물했다. <결혼해줘>는 10월 8일 KBS 가요톱10에서 처음 1위를 차지한 후 가요톱텐 5주연속 1위(골든컵), MBC 인기가요베스트50 3주연속 1위를 차지하였다. 이후 <지킬께>,<슬픈연가>로 활동하였다. 임창정은 이 앨범으로
1997 제12회 골든디스크 본상, 1997 SBS 서울 가요 대상 본상 ,1997 SBS 가요대전 본상과 1997 KBS 가요대상 대상을 수상하였다.

## 수록곡
| #            | 제목                                   | 작사         | 작곡           | 재생 시간 |
| ------------ | -------------------------------------- | ------------ | -------------- | --------- |
| 1.           | 〈Summer Dream〉                       | 하해룡       | 조규만         | 4:04      |
| 2.           | 〈그때 또 다시〉 (Again)               | 박주연       | 김형석         | 4:24      |
| 3.           | 〈결혼해줘〉                           | 김형석       | 김형석         | 4:16      |
| 4.           | 〈지킬께〉                             | 임창정       | 임창정         | 3:49      |
| 5.           | 〈내가 웃는 건〉                       | 임창정       | 이철원         | 4:47      |
| 6.           | 〈너를 잊기로 했어〉                   | 임창정       | 조규만         | 4:08      |
| 7.           | 〈슬픈 연가〉 (환규의 테마-영화 Beat)  | 임창정       | 이규태         | 4:21      |
| 8.           | 〈날 믿어줘〉 (경민에게)               | 임창정       | 조규만, 김석찬 | 4:15      |
| 9.           | 〈Summer Dream Remix 〉 (Club Version) | 하해룡       | 조규만         | 3:19      |
| 총 재생 시간 | 총 재생 시간                           | 총 재생 시간 | 총 재생 시간   | 37:24     |